# Bajarí
Bajarí és una pel·lícula documental espanyola del 2013 (any del centenari de Carmen Amaya) dirigida per Eva Vila i que retrata el món de la cultura gitana a Barcelona (Bajarí en caló). És protagonitzada per Karime Amaya, reneboda de Carmen Amaya, i Los Tarantos és com una presència espectral per a tots els que es mostren davant de la càmera. Ha estat doblada al català.

## Sinopsi
El documental narra l'arribada de Karime Amaya des de Mèxic a Barcelona i com es decideix a treballar amb un grup d'artistes de la ciutat, Bajarí, per a muntar un nou espectacle. Karime convida a la seva mare, Mercedes Amaya “Winny” a unir-se a ells i acompanyarà a la seva filla en el descobriment de les seves arrels. Paral·lelament seguim la història de Juanito, un nen de cinc anys que somia amb tenir les seves botes vermelles de ballador. El seu oncle Coco, una llegenda del cant que acompanyarà Karime en l'espectacle, l'ajudarà a aconseguir-los.

## Producció
La pel·lícula és una producció de Lastor Media-Cromosoma en coproducció amb Televisió de Catalunya, amb la participació de TVE i el suport de l'ICEC i ICAA. Una iniciativa del Màster de Documental de Creació de La Universitat Pompeu Fabra amb la col·laboració de l'Academia de las Artes y las Ciencias del Flamenco, la Fundación Tablao Cordobés i l'Ajuntament de Barcelona.
La pel·lícula va estar en el festival de documentals IDFA i al Festival de Cinema de Guadalajara. Posteriorment va competir al Festival de Màlaga, en la seva secció de llargmetratges documentals a concurs, abans de la seva estrena a sales.

## Nominacions
Fou nominada al Gaudí a la millor pel·lícula documental als Premis Gaudí de 2014. També fou nominat al premi Magnolia al Festival de la Televisió de Xanghai i al premi Robert Flaherty del Festival Internacional de Cinema Documental de Yamagata.